# New Musical Express
The New Musical Express (bedre kendt som NME) er et britisk magasin om populærmusik.
Bladet har været udgivet ugentligt siden marts 1952. Det var det første britiske blad, der indeholdt en singlehitliste. Den optrådte første gang i udgaven, der kom på gaden 14. november 1952. Magasinets kommercielle højdepunkt var i 1970'erne, hvor det blev det bedst sælgende britiske blad. I årene fra 1972 til 1976 var det i særdeleshed forbundet med såkaldt gonzojournalistik, hvorefter det blev forbundet med punkmusikken. Bladets fokus er i dag på pop, rock og indie.
NME arrangerer årligt prisuddelingen NME Awards.